# Układ stroficzny
Układ stroficzny – ogólny schemat utworu wierszowanego. Na schemat ten składają się następujące elementy kompozycyjne:
- liczba strof
- kolejność strof
- konstrukcja wewnętrzna poszczególnych strof z uwzględnieniem rymu, rytmu i ich następstwa.

W poezji wykształciło się wiele tradycyjnych układów stroficznych. Niektóre z nich stanowią bardzo rygorystycznie powielany wzór, inne mają formę bardziej otwartą i dopuszczają pewną dowolność.
W wielu przypadkach określony układ stroficzny stosowany był zawsze do prezentowania ściśle określonych treści. Wówczas układ ten stawał się równocześnie odmianą wiersza, jak to miało miejsce np. w przypadku sonetu.

## Przykłady układów stroficznych
- ballada francuska
- meander
- pantum
- rondel
- rondo
- sestyna liryczna
- sonet
- stornel
- tercyna
- triolet
- vilanella
- virelai